# هیکی تومومونه
هیکی تومومونه (به ژاپنی: 比企朝宗)، سامورایی از اواخر دوره هی‌آن تا اوایل دوره کاماکورا بود. ملازم در شوگون‌سالاری کاماکورا. فرزند (یا برادر کوچکتر) هیکی کامون‌نوجو ja:比企掃部允 و همسرش هیکی نو آما (دایهٔ دوران کودکی پدر نخستین شوگون میناموتو نو یوریتومو) بود. دختر او هیمه نو مائه همسر دومین شیکن هوجو یوشیتوکی بود.